# Ona to on
Ona to on (ang. She’s the Man) – film produkcji amerykańskiej w reżyserii Andy’ego Fickmana z roku 2006. Film oparty jest na komedii Williama Shakespeare’a Wieczór Trzech Króli.

## Fabuła
Viola jest wielbicielką piłki nożnej. Gdy rozwiązana zostaje dziewczęca drużyna piłki nożnej, a trener nie chce się zgodzić, by dziewczyny dołączyły do drużyny męskiej, Viola postanawia udawać swojego brata Sebastiana, by dostać się do drużyny piłki nożnej w szkole, do której chłopak ma zacząć uczęszczać. Chłopak wyjeżdża do Londynu – by tam wziąć udział w przesłuchaniu wraz ze swoim zespołem muzycznym, a Viola, wykorzystując okazję zastępuje Sebastiana, wiedząc, że na dwa tygodnie ma go z głowy i jeśli dostanie się do drużyny męskiej, to ostatni mecz zagrają ze swoją „starą” szkołą. Chcąc pokazać, że dziewczyna może być równie silna jak chłopak, przeżywa różne zabawne przygody.
W pokoju dziewczyna mieszka z Duke’iem, w którym po pewnym czasie się zakochała. Jednak on kocha się od dawna w Olivii. Duke wykorzystuje „Sebastiana” [czyt. Violę], by umówić się z dziewczyną. Olivia niespodziewanie zakochuje się w „Sebastianie”. Dodatkowym problemem jest prawdziwy Sebastian, który zjawia się przed terminem i dodatkowo jeszcze przed najważniejszym dla Violi meczem.

## Obsada
- Amanda Bynes jako Viola
- Channing Tatum jako Duke
- Laura Ramsey jako Olivia
- Robert Hoffman jako Justin
- Jonathan Sadowski jako Paul
- Alex Breckenridge jako Monique
- Julie Hagerty jako Daphne
- Vinnie Jones jako trener Dinklage
- David Cross jako dyrektor Gold
- Amanda Crew jako Kia
- Jessica Lucas jako Yvonne
- Brandon Jay McLaren jako Toby
- Clifton MaCabe Murray jako Andrew
- James Snyder jako Malcolm
- James Kirk jako Sebastian
- Emily Perkins jako Eunice
- Robert Torti jako trener Pistonek
- Lynda Boyd jako Cheryl
- John Pyper-Ferguson jako Roger
- Katie Stuart jako Maria
- Colby Wilson jako Potensky
- Jeffrey Ballard jako Donner
- Brenda McDonald jako starsza pani
- Patricia Idlette jako nauczycielka
- Ken Kirby jako spiker
- Alberto Ghisi jako dziewięcioletni chłopiec
- David Richmond-Peck jako arbiter